# Стокгольм-Бромма (аэропорт)
Аэропорт Стокгольм-Бромма (швед. Stockholm-Bromma flygplats, англ. Stockholm-Bromma Airport) (ИАТА: BMA, ИКАО: ESSB) — аэропорт в Стокгольме, Швеция.

## История
В 1930-е появилась срочная необходимость строительства крупного аэропорта в Стокгольме, столице Швеции. Аэропорт был открыт в 1936 королём Густавом V, он стал первым аэропортом Европы, ВПП которого изначально имела твёрдое покрытие. Во время Второй мировой войны шведские и британские самолёты совершали рейсы в Великобританию из аэропорта Бромма. Так как эти рейсы перевозили норвежских и датских беженцев, аэропорт вызвал интерес у немецких шпионов и два самолёта, взлетевшие с аэропорта Бромма во время войны, были сбиты немцами. После войны аэропорт стал развиваться быстрыми темпами, в аэропорту функционировали две регулярные авиакомпании: Aktiebolaget Aerotransport (ABA), которая впоследствии стала шведским партнёром в Scandinavian Airlines System (SAS), и Linjeflyg (главная шведская региональная авиакомпания, которая впоследствии была приобретена SAS). Однако взлётно-посадочная полоса Бромма стала слишком короткой для новых самолётов, используемых для трансконтинентальных рейсов в 1950-е (например DC-8), кроме того был очевиден предел пропускной способности Бромма, поэтому был построен аэропорт Стокгольм-Арланда.
С открытием аэропорта Стокгольм-Арланда в 1960-1962 все международные рейсы были переориентированы туда, внутренние рейсы были переведены в 1983. Бромма стал центром деловой авиации, авиации общего назначения и лётной подготовки, также аэропорт использовался для правительственных нужд. Несколько старых ангаров было отделено от области аэропорта и переделано в торговый центр, смежный с аэропортом. С началом работы Malmö Aviation, открывшей рейсы в Гётеборг, Мальмё и Лондон, аэропорт Бромма стал возрождаться. В 2002 начал функционировать новый контрольно-диспетчерский пункт, а терминал, был полностью отремонтирован. Аэропорт был модернизирован в 2005 и сегодня может принимать пассажиров, прибывающих в и из шенгенской зоны.

### Планы развития

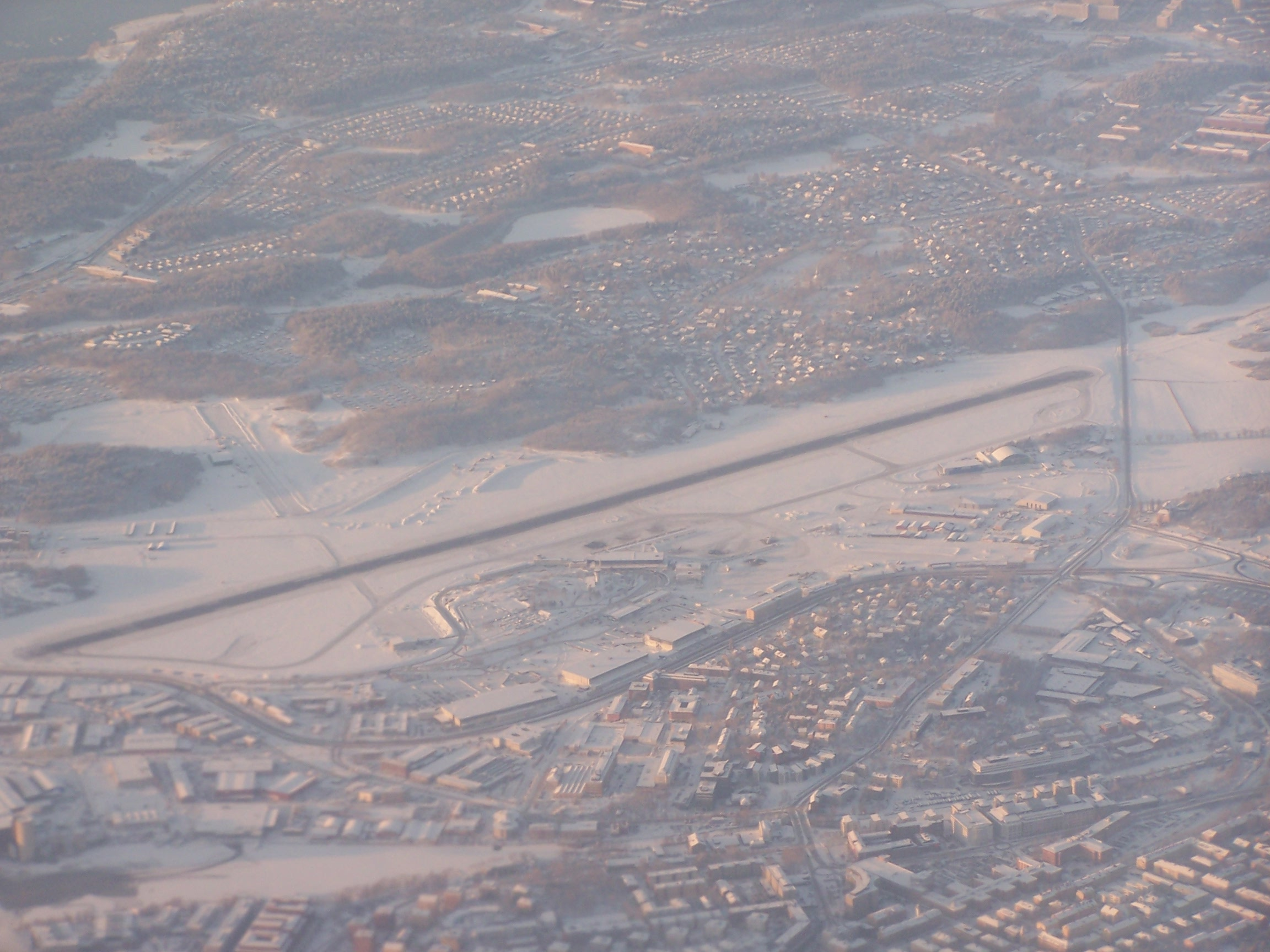
Аэропорт Стокгольм-Бромма с воздуха. Январь 2006

Расширению аэропорта препятствует проблема шумового загрязнения, недостаток места, и проблема сохранения культурного наследия (здания аэропорта). С завершением строительства третьей взлётно-посадочной полосы в аэропорту Стокгольм-Арланда в нём образовался большой резерв пропускной способности, кроме того существует широкая поддержка предложения использования земли аэропорта для жилой и коммерческой застройки.
Главным преимуществом Бромма перед намного более крупным Стокгольм-Арланда является его близость к центру Стокгольма (приблизительно 8 км). Однако после завершения строительства железнодорожной ветки в Арланда в 1999 году это конкурентное преимущество Бромма было утеряно. Автомобильная дорога из Бромма в центр Стокгольма часто перегружена, что делает время езды по ней нестабильным.
Тем не менее аэропорт Бромма по-прежнему пользуется популярностью среди авиакомпаний и пассажиров. Это пятый по пассажирообороту аэропорт Швеции, и третий по количеству взлётов-посадок, после Стокгольм-Арланда и Гётеборг-Ландветтер.
21 апреля 2021 года правительство Швеции озвучило намерение закрыть аэропорт Бромма. Объявление было сделано на пресс-конференции с участием министра инфраструктуры Томаса Энерота и министра климата и окружающей среды Пера Болунда.

### Экологические проблемы
Когда аэропорт открылся в 1936, окружающая местность была главным образом сельской, однако город разрастался, и шум самолётов стал серьёзной проблемой. Поэтому был наложен ряд ограничений, в том числе по времени работы аэропорта, ограничение по типам коммерческих самолётов и звукоизоляция жилых домов около аэропорта. Также было предложено отказаться от обслуживания авиации общего назначения и обучения полётам, чтобы уменьшить экологическую нагрузку.

## Транспорт

### Аренда автомобилей
В аэропорту работают следующие компании, предоставляющие автомобили в аренду:
- Avis
- Europcar
- Hertz

### Автобус
- Автобусные маршруты 110 и 152 соединяют аэропорт с центром города. Время в пути 30 минут.
- От аэропорта Стокгольм-Бромма отходят автобусы к городскому терминалу (около 20 минут), откуда скорый поезд (Arlanda Express) отправляется к аэропорту Стокгольм-Арланда. Существует также автобусное сообщение с аэропортом Стокгольм-Скавста.

### Такси
- В аэропорту есть стоянка такси.

### Паркинг
- У аэропорта расположены кратковременная и долговременная автостоянки.

## Инфраструктура
Часы работы аэропорта:
- Понедельник — пятница 07:00 — 22:00, Суббота 09:00 — 17:00, Воскресенье 10:00 — 20:00.

Часы работы терминала:
- Понедельник — пятница 05:30 — 22:00, Суббота 08:00 — 17:00, Воскресенье 09:00 — 20:00.

Сервисы:
- Магазины:
  - Pressbyrån (газеты и пр.)
  - Flying Veterans Flight Shop (магазин авиалюбителей).
- Air Freight (Jetpak)
- GA Handling (Grafair Jet Center)
- Lost and Found (Luftfartsverket)
- Гостиницы (расположенные за пределами аэропорта):
  - Flyghotellet
  - Mornington Hotel
  - Scandic Hotel
  - Ulfsunda slott
- Рестораны:
  - Forno Romano (итальянский)

## Авиакомпании
- Blekingeflyg
  - оператор Avitrans Nordic
- British Airways
  - оператор Sun Air of Scandinavia
- Brussels Airlines
- City Airline
- Direktflyg
- Gotlandsflyg
  - оператор Skyways Express
- Kalmarplanet
- Kullaflyg
  - оператор Golden Air
- Malmö Aviation
- Stockholmsplanet
  - оператор Avitrans Nordic
- Sundsvallsflyg
  - оператор Golden Air
- Vildanden

## Авиакатастрофы
- 18 февраля 1951 года Vickers Valetta королевских ВВС с 22 пассажирами и экипажем совершал военный рейс, когда около аэропорта Бромма возникли проблемы с двигателем. Экипаж произвёл экстренную посадку в аэропорту, однако плохая погода и авария способствовали тому, что самолёт перелетел взлётно-посадочную полосу. Самолёт был полностью разрушен, один человек погиб.
- 1 апреля 1951 Douglas DC-3 авиакомпании Scandinavian Airlines (рейс из Копенгагена Каструп в Стокгольм-Бромма) разбился недалеко от аэропорта Стокгольм-Бромма. Никто из 18 пассажиров и 4 членов экипажа не погиб, но самолёт был списан.
- 15 января 1977 Vickers Viscount, выполнявший регулярный рейс, упал на жилые дома, погибло 19 пассажиров и 3 члена экипажа. Причиной авиакатастрофы было обледенение крыльев.